# Salasch-Nunatak
Der Salasch-Nunatak (englisch; bulgarisch нунатак Салаш nunatak Salasch) ist ein 220 m hoher Nunatak auf Greenwich Island im Archipel der Südlichen Shetlandinseln. In den Breznik Heights ragt er 0,4 km südwestlich des höchsten Punkts des Oborishte Ridge und 1,35 km westlich des Nevlya Peak aus den Eismassen des Wulfila-Gletschers auf.
Bulgarische Wissenschaftler kartierten ihn im Zuge von Vermessungen der Tangra Mountains auf der benachbarten Livingston-Insel zwischen 2004 und 2005. Die bulgarische Kommission für Antarktische Geographische Namen benannte ihn 2009 der Ortschaft Salasch im Nordwesten Bulgariens.